# 쇼니 스미스
쇼니 스미스(Shawnee Smith, 1969년 7월 3일 ~ )는 미국의 배우 및 가수이다.